# 无乳头皮菌属
无乳头皮菌属（学名：Atheloderma）是里肯菇科下的一个属。

## 下属物种
本属包括以下物种：
- 奇异无乳头皮菌 Atheloderma mirabile Parmasto
- 东方无乳头皮菌 Atheloderma orientale Parmasto